# 5,5-дуопризма
| Однородная 5,5-дуопризма Диаграмма Шлегеля | Однородная 5,5-дуопризма Диаграмма Шлегеля      |
| ------------------------------------------ | ----------------------------------------------- |
| Тип                                        | Однороданая дуопризма                           |
| Символ Шлефли                              | {5}×{5} = {5}2                                  |
| Диаграмма Коксетера — Дынкина              | node_1 · 5 · node · 2 · node_1 · 5 · node       |
| Ячейки                                     | 10 пятиугольных призм                           |
| Граней                                     | 25 квадратов, 10 пятиугольников                 |
| Рёбер                                      | 50                                              |
| Вершин                                     | 25                                              |
| Вершинная фигура                           | Равногранный тетраэдр                           |
| Симметрия                                  | [[5,2,5]] = [10,2+,10], порядок 200             |
| Двойственный многогранник                  | 5,5-дуопирамида                                 |
| Свойства                                   | выпуклый, вершинно однороден, фасет-транзитивен |

5,5-дуопризма (пятиугольная дуопризма) — многоугольная дуопризма, четырёхмерный многогранник, получающийся как результат прямого произведения двух пятиугольников.
Многогранник имеет 25 вершин, 50 рёбер, 35 граней (25 квадратов и 10 пятиугольников), в 10 пятиугольных призматических ячейках. Он имеет диаграмму Коксетера — Дынкина  и симметрию [[5,2,5]] порядка 200.

## Рисунки
| Ортогональная проекция | Ортогональная проекция | Развёртка |

Если рассматривать в косой двумерной ортогональной проекции, 20 вершин располагаются в двух десятиугольных кольцах, а 5 проецируются в центр. 5,5-дуопризма здесь имеет ту же двумерную проекцию, что и трёхмерный ромботриаконтаэдр. В этой проекции квадратные грани проецируются в широкие и узкие ромбы, наблюдаемые в мозаике Пенроуза.
|               |                  |                  |
| 5,5-дуопризма | Мозаика Пенроуза | Мозаика Пенроуза |

## Связанные комплексные многоугольники
Правильный комплексный многогранник {\displaystyle _{5}\{4\}_{2}}, , в {\displaystyle \mathbb {C} ^{2}} имеет вещественное представление как 5,5-дуопризма в четырёхмерном пространстве. Многогранник {\displaystyle _{5}\{4\}_{2}} имеет 25 вершин и 10 5-рёбер. Его группа симметрии, {\displaystyle _{5}[4]_{2}}, имеет порядок 50. Он имеет также построение с меньшей симметрией, , или {\displaystyle _{5}\{\}\times _{5}\{\}}, с симметрией {\displaystyle _{5}[2]_{5}} порядка 25. Эта симметрия получается, если красные и синие 5-рёбра считать отличными.
| Перспективная проекция комплексного многогранника {\displaystyle _{5}\{4\}_{2}} имеет 25 вершин и 10 5-рёбер, показанных здесь как 5 красных и 5 синих пятиугольных 5-рёбер. | Ортогональная проекция с совпадающими центральными вершинами | Ортогональная проекция с перспективным отклонением, чтобы избежать наложения элементов |

| 5,5-дуопирамида               | 5,5-дуопирамида                                 |
| ----------------------------- | ----------------------------------------------- |
| Тип                           | Однородная двойственная дуопирамида             |
| Символ Шлефли                 | {5}+{5} = 2{5}                                  |
| Диаграмма Коксетера — Дынкина | node_f1 · 5 · node · 2x · node_f1 · 5 · node    |
| Ячеек                         | 25 равногранных тетраэдров                      |
| Граней                        | 50 равнобедренных треугольников                 |
| Рёбер                         | 35 (25+10)                                      |
| Вершин                        | 10 (5+5)                                        |
| Симметрия                     | [[5,2,5]] = [10,2+,10], порядок 200             |
| Двойственный многогранник     | 5,5-дуопризма                                   |
| Properties                    | выпуклый, вершинно однороден, фасет-транзитивен |

## Связанные соты и многогранники
120-ячеечные соты порядка 5, , построенный из полноусечённых 600-ячеечников с 5,5-дуопризмой в качестве вершинной фигуры.

### 5,5-дуопирамида
Двойственный многогранник 5,5-дуопризмы называется 5,5-дуопирамидой или пятиугольной дуопирамидой. Он имеет 25 равногранных тетраэдраэдральных ячеек, 50 треугольных граней, 35 рёбер и 10 вершин.
Его можно видеть в ортогональной проекции как правильный 10 угольник вершин, разделённых на два пятиугольника:
| Два пятиугольника в двойственных позициях | Два перекрывающихся пятиугольника |

#### Связанные комплексные многоугольники
Правильный комплексный многоугольник {\displaystyle _{2}\{4\}_{5}} имеет 10 вершин в {\displaystyle \mathbb {C} ^{2}} с вещественным представлением в {\displaystyle \mathbb {R} ^{4}} с тем же расположением вершин 5,5-дуопирамиды. Он имеет 25 2-рёбер, соответствующих соединяющим рёбрам 5,5-дуопирамиды, а 10 рёбер, соединяющих два пятиугольника не включаются. Вершины и рёбра образуют полный двудольный граф, в котором каждая вершина одного пятиугольника соединена с каждой вершиной другого.
| Ортографическая проекция | {\displaystyle _{2}\{4\}_{5}} с 10 вершинами (синие и красные), соединённые 25 2-рёбрами, образуя полный двудольный граф. |